# Darl Douglas
Darl Douglas est un footballeur surinamien, né le 5 octobre 1979 à Paramaribo au Surinam. Il évolue comme attaquant.

## Carrière
- 2000-2001 :  RBC Roosendaal
- 2001-2003 :  HFC Haarlem
- 2003-2004 :  Heracles Almelo
- 2004-2007 :  FC Utrecht
- 2007-2007 :  CS Marítimo Funchal
- 2007-2008 :  Willem II Tilburg
- 2008-2012 :  Heracles Almelo[1],[2]

## Palmarès
FC Utrecht
- Trophée Johan Cruyff
  - Vainqueur (1) : 2004

 Heracles Almelo
- Coupe des Pays-Bas
  - Finaliste : 2012